# Кадисены
Кадисены (арм. Katišk) — античное восточно-иранское или гунно-эфталитское племя, жившее в Гарчистане ещё до появления хионитов.

## Название
Лексикограф Уильям Смит считал, что называние кадусиев (Qādūsīāns) происходит от имени Кавада (Qavades). Хронист Иешу Стилит заявлял, что близ города Низибия располагалось племя «кудишайе», которое, находясь под властью сасанидского шаха Кавада, в 492—493 годах, восстало против него и попыталось захватить город и «поставить там царя из своих». В этом историки видят попытку укрепить своё положение, так как, захватив такой большой город как Низибия и посадив своего царька, «кудишайе» могли занять относительно самостоятельное положение. Однако, после возвращения Кавада с гуннским войском, они подчинились ему. Историк Рауф Меликов считает вероятным, что племя кудишайе можно связать с кадусиями, по крайней мере, их стремление к самостоятельности сильно напоминает действия кадусиев по отношению к ахеменидским царям. Этноним кудишайе также близок к восстанавливаемому этнониму кадусиев. Называние «Кадис» был титулом ранних правителей города Герата/ Эфталиты — народ, являвшийся, судя по всему, наследником упомянутых Аммианом Марцеллином хионитов. В сасанидской армии эфталиты служили в качестве легкой кавалерии. Кадисины, проживавшие в Южном Прикаспии, упоминаются ещё Птолемеем под именем «кадусиев». В персидском войске кадисины наряду с самими персами формировали отряды тяжеловооруженной конницы. Также этноним кадисенов почти полностью совпадает с этнонимом кадусиев. Помимо этого они обитали приблизительно на той же самой территории.

## История
По свидетельству Агафия именно через их землю прошел Сасан, имя которого дало название всей династии Сасанидов. По словам Пигулевской Н. В., «В хронике Захарии Митиленского упомянуты двое византийских подданных, из которых один, по имени Евсевий, играл роль военного атташе при Перозе, второй Евстафий, „лукавый, апамейский купец“, был главным советником у эфталитов. Подробный рассказ о войне Пероза с гуннами Прокопия Кесарийского вкратце имеется у Иоанна Антиохийского. Последний сообщает, что Пероз погиб в войне с гуннами, что его сын и наследник Кавад был заключен в темницу по проискам неких людей из власть имущих и бежал к „кадисенам, называемым гуннами“. Кадисены — очевидно, гунны-эфталиты, о которых сообщает Иешу Стилит различные подробности.» Когда Юстин младший правил Ромейской империей, персидский царь покорил город, называемый Дара. И вот по воле царя жители Дары стали обитателями этого укрепления. Жили там и кадасины, одно из варварских племен Мидии, а равно и другие, которым выпало на долю испытать тяжелую судьбу, и всему этому стечению несчастных людей крепость давала приют. Кадисены также нападали в сражение при Даре на римского генерала Вуза.
При Хосрове Анушерване в 573 г. в Даре было захвачено большое количество пленных, которые были заточены в персидской крепости, известной под именем «замка забвения», о чём подробно рассказал Прокопий Кесарийский. Относительно местонахождения этой крепости существуют расхождения: Симокатта называет Гилигерд в области Бизак, недалеко от города Бендосабейра, в котором, следует видеть несколько видоизмененную транскрипцию Гундешабора. Оснований относить «замок забвения» к «Nahr-Tire» мало. Наиболее* вероятно, что Гилигерд Феофилакта расположен в 10 милях от Шуштара, где находится одноимённое селение и в настоящее время. В этой крепости, кроме ромеев, были ещё кадисеи, которых Феофилакт определяет как кудишитов. Это известные кудишайе сирийских хроник. Общее несчастье сблизило ромеев с кадисеями. Услыхав о приближении византийских войск, они соединенными усилиями перебили стражу и вырвались из крепости.

Венгерский лингвист Янош Харматта в своих трудах писал:
Соответственно, как и гелы, кадисены (кадис) также могли быть восточно-иранским племенем, жившим в Гарчистане. Возможно, топоним Кадис (арм. катешан, сирийский кадисастан), упомянутый Аль-Балазури, Табари и Бакри, может указывать на центр их древней территории. Как было установлено более ранними исследованиями, часть кадисенов, вероятно, была заселена на пограничные территории Шапуром II после сасанидо-римских войн на западной границе Персии. Согласно информации, сохраненной Аль-Балазури, другая часть из них была переведена Перозом, по всей вероятности, снова в качестве пограничников в окрестности Герата. Очевидно, это событие могло произойти только после победы Пероза над кидаритами в 467 году. Однако после сокрушительного поражения Пероза от эфталитов, кадисы, по-видимому, взяли Герат с Пушангом и стали хозяевами страны. Следовательно, из числа «враждебных народов» вторым племенем были кадисены, хорошо известные в греко-римских и восточных источниках. Позднее кадисены были отнесены к эфталитам, и они сыграли важную роль в событиях VI века нашей эры. Однако часть из них засвидетельствована уже около 440 года нашей эры, когда они поселились в районе Сингара и Нисибис и, возможно, в ещё более ранняя дата относится к свидетельству Ибн Хордадбеха, согласно которому именно Ардашир I присвоил титул «Шах» Тазиян-шаху, Кадис-шаху и Барджан-шаху. Подлинность этого свидетельства относительно Тазиян-шаха и Барджан-шаха уже было признано более ранними исследованиями, поскольку Тазиян-шах отождествлялся с арабским царем Хиры, в то время как Барджан-шах сравнивался с Варучан-шахом из манихейских текстов, который, возможно, был правителем страны Варачан, принадлежащий Кушану. Также называния «euseni», «cuseni» идендифицируются с называнием кушанов. 
Прокопий Кесарийский, описывая сражение при Даре, упоминает кадисенов в рядах иранского войска: «Кадисены, которые сражались в этот момент под командованием Питиахша, внезапно устремились в большом количестве, разбили своего врага и, сильно теснившись, убили многих из них. Когда это заметили люди под командованием Суникаса и Айгана(оба массагеты (гунны) по происхождению), они бросились на них на полной скорости. Но сначала триста герули под командованием Фараса с высоты вошли в тыл врага и совершили замечательную демонстрацию доблести против всех них, и особенно против кадисенов. И персы, увидев, что войска Суникаса уже наступают на них с фланга, обратились в поспешный бегство. И разгром стал полным, потому что здесь римляне объединили свои силы друг с другом, и варвары устроили великую резню. На правом крыле персов погибло не менее трех тысяч человек, а остальные с трудом ушли в фалангу и были спасены. И римляне не продолжили преследование, но обе стороны встали лицом друг к другу в линию. Таков был ход этих событий.»
Племена эфталитов отмечаются в Средней Азии, главным образом в Закаспии и в верховьях Амударьи, арабо и персоязычными авторами под именем хайтал (Табари, Масуди, Фердоуси и др.). Неоднократно упоминают эфталитов и армянские историки, транскрибируя их название идалян, идал или хайтал. У Вардапета есть термин хайлан. Лазарь Парпский употребляет для их обозначения термин Хептал; Михаил Сирийский (IX в.) — тедал и тедалтзи. Маркварт отметил также армянский термин катиск — кадусии, как одно из названий эфталитов.
Необходимо указать на то, что с белыми гуннами Маркварт связывает и неоднократно поминаемых кадисеев — «катиск» армянских источников (Под катиском или катишком скрываются дейлемиты). Эти кадусии, или кадисеи, заняли персидскую провинцию Герат. Первоначально Маркварт сомневался в том, считать ли их хионитами или эфталитами, но в последующих работах он считал их эфталитами. Сирийский писатель Исаак Антиохийский, писавший около 400 г., говорит, что кудишайе жили около Низибии. Нельдеке считал их родственниками курдов, с которыми, по его мнению, у них имелось много общих черт. В сохранившихся фрагментах Иоанна Антиохийского имеется указание, что кадусии причислялись к гуннам. Эти свидетельства дают основание полагать, что кадусии принадлежали к белым гуннам. На Северном Кавказе источники упоминают гуннов-сабиров. Некоторые исследователи были склонны считать их также белыми гуннами, что может быть подтверждено приведенным выше свидетельством жития Петра Ивера о белых гуннах, как о соседях иверов. Маркварт, на основании сведений истории Суй шу, составленной между 581—618 гг. и использованных Бэй-ши смог установить новые данные о белых гуннах. Ряд династий, принадлежавших к их родам, вышел из племени ун, которое носило также название хуна и кун. Эти династии белых гуннов были ещё известны и в VII в. Не лишено оснований и высказанное Марквартом предположение, что с середины IV в. белые гунны с архаичным именем хион стали наемниками в кушанских войсках, чтобы потом самим занять выдающееся положение. Они были главной опорой дряхлеющей державы кушан. В племенном наименовании кун Везендонк, на основании последних исследований, видит имя тотема росомахи, с которым были связаны роды, а затем и племена белых гуннов. Имя кун (у китайцев хоа), как племенное наименование, сменилось именем ета, и ета-и-ли-то, превратившееся у западных писателей в эфталитов, со всеми видоизменениями и производными этого имени. Ряд источников, греческих и китайских, видит в последнем имя царя Эфталана (Феофан Византийский), а история Лян говорит, что Е-та-и-ли-то было имя царя хоа, пославшего в 516 г. посольство в Китай. Это свидетельство имеется и в Тан-шу, где ета — родовое имя царей, которое было присвоено государству. Если говорить о последовательности народов, сменявшихся на северо-восточной границе Ирана, то дольше всего держалось имя государства кушан, юечжи китайских историков, как об этом уже сказано выше. Среди разноплеменных гуннских орд хиониты, известные Аммиану Марцеллину, были группой белых гуннов, этнически отличной от гуннов тюркско-монгольского типа. Скудные известия об эфталитах в китайских источниках относятся к V и VI вв.; из них следует,.что ета, или етаилито родственны великим юйчжи, но не хунну (гуннам). Иначе говоря, этнически эфталитов можно сблизить с кушанами, но не с гуннами. Это подтверждает и китайское свидетельство, приведенное выше, о своеобразии их языка.
Белыми гуннами латинские и сирийские источники называли хионитов, кидаритов (кушаны) и эфталитов. К ним же относили проживающих в Нисибии кадусиев-кудишайе. Учитывая тождество каспиев с кадусиями, Нисибинских кадусиев, как и хионитов и эфталитов, можно считать преемниками гирканских кадусиев или каспиев. Следы гирканцев прослеживаются в анахронизме у Н. Гянджеви, который в «Искендер-наме» описывает нашествие русов «из страны алан и герков», что соответствует «аланам и сарирцам» или же «аланам и русам» у Мунаджим-башы. Так, «кавказских хонов», которых не смешивают с гуннами и отождествляют с «маскутами» или «масаха-хуннами», можно соотнести с гирканцами, которые имели отношение к военно-торговым колониям на Кавказе.
После разгрома тюрками эфталитского государства и укрепления восточных границ сасанидской державы область Герата сохранила известную независимость от шаханшаха (монеты последних Сасанидов, чеканенные в Герате, весьма редки). Она управлялась династией, происходившей из эфталитского племени кадишей. Правители Герата носили титул «варазан» (баразан). Такой же титул присваивался и правителям Бадгиса.
Иранская группа этносов: персы, парфяне, хиониты, аланы, эфталиты — все они постоянно воевали с хуннами и тюркютами, что, разумеется, их не располагало друг к другу. Исключение составляли враги сарматов — скифы, у которых хунны заимствовали знаменитый «звериный стиль» — изображение хищных зверей на охоте за травоядными, что наглядно показано открытиями П. К. Козлова и С. И. Руденко. Но, увы, детали истории столь древнего периода неизвестны. В VI в. союзниками и искренними друзьями тюркютов стали хазары, но падение Западного тюркютского каганата и переворот в Хазарии не позволили хазарам реализовать благоприятную ситуацию — победу над персами и хионитами, благодаря чему и те и другие успели оправиться. И тем не менее влияние персидской культуры на Великую степь имело место. Зороастризм — религия не прозелитическая, она только для благородных персов и парфян. Но манихейство, гонимое в Иране, Римской и Китайской империях и в раннехристианских общинах, нашло приют у кочевых уйгуров и оставило следы на Алтае и в Забайкалье. Высшее божество сохранило свое имя — Хормуста (отнюдь не Агурамазда), что в сочетании с другими деталями указывает на конгениальность древних иранцев и древних тюрок. Победа арабов-мусульман сменила цвет времени, но до XI в. иранские этносы (дейлемиты, саки и таджики) отстаивали свою культуру и традиции от тюркского нажима. Погибли они героически, ничем не запятнав своей древней славы; арабы и тюрки сохранили к персам глубокое уважение, поэтому счесть тюрко-персидскую комплиментарность отрицательной нет ни повода, ни основания.